# Agitu Ideo Gudeta
Agitu Ideo Gudeta (Aggituu Ida'o Guddataa; አጊቱ ጉደታ; * 1. Januar 1978 in Addis Abeba; † 28. Dezember 2020 in Frassilongo) war eine äthiopische Oromo-Bäuerin, Unternehmerin und Umweltschützerin. Sie floh nach Italien, nachdem sie aufgrund ihrer politischen Aktivitäten gegen Land Grabbing durch das Militär, welches im Auftrag internationaler Konzerne agierte, verfolgt wurde. Sie gründete einen Ziegenhof, um Molkerei- und Schönheitsprodukte zu produzieren. Dafür züchtete sie die indigene Ziegenrasse Pezzata Mòchena. Gudeta wurde für Presse und Politik ein landesweites Symbol für Umweltschutz und erfolgreiche Flüchtlingsintegration in die italienische Gesellschaft. Sie wurde im Dezember 2020 gewaltsam getötet.

## Jugend und Erziehung
Agitu Ideo Gudeta wurde am 1. Januar 1978 in Addis Abeba geboren. Sie lernte landwirtschaftliche Fähigkeiten von ihren Großeltern, die auf dem Land lebten. Gudeta graduierte an der Universität Trient mit einer Laurea in Soziologie.

## Karriere
Gudeta kehrte nach Äthiopien zurück, um an nachhaltigen landwirtschaftlichen Initiativen zu arbeiten. Die von ihr geführten Projekte hatten zum Ziel, die Landwirte zu organisieren und die Arbeitsbelastung durch Training, Ausbildung und Maschinen zu vermindern, und für ein adäquates Einkommen zu sorgen. Gudeta wurde politische Aktivistin, die sich bei Protesten in Addis Abeba gegen unregulierte Industrialisierung, Land Grabbing durch die äthiopische Regierung im Auftrag internationaler Konzerne und Enteignungskampagnen engagierte.
2010 floh sie vor den anhaltenden Konflikten in das Trentino. Nachdem sie die lokalen landwirtschaftlichen Voraussetzungen untersucht hatte, etablierte sie erst im Grestatal und dann im Fersental den Ziegenhof La Capra Felice auf zuvor aufgegebenen Gemeindeflächen. In Frankreich lernte sie, Ziegenkäse herzustellen. Ihr Hof produzierte Molkerei- und Schönheitsprodukte der indigenen Ziegenrasse Pezzata Mòchena. Gudeta begann mit 15 Ziegen und vergrößerte bis 2018 die Herde auf 180 Tiere. Sie bewirtschaftete 11 Hektar Land, baute Gemüse auf 4000 m2 an und hielt noch 50 Legehennen.
Die Deutsche Welle strahlte 2019 eine Dokumentation über ihr Leben und ihren Hof aus. Im Juni 2020 eröffnete sie ihren ersten Laden La Bottega della Capra Felice, auf der Piazza Venezia in Trient. Ihr Sortiment umfasste 20 traditionelle Trientiner Käsesorten.

## Preise und Ehrungen
2015 erhielt sie den Premio Resistenza Caseria Preis (etwa Käserei-Widerstandspreis), der jährlich von Slow Food Italien an Molkereibetriebe vergeben wird, die sich der Natürlichkeit, Tradition und dem Geschmack verpflichtet fühlen. Durch ihr Engagement sowohl in Äthiopien als auch in Italien sei sie ein Symbol für Slow Food geworden.
Das öffentliche Interesse wurde an Gudeta wach, als sie an der Seite der Politikerin und ehemaligen EU-Kommissarin Emma Bonino über ihre Erfahrungen berichten durfte. 2019 wurde sie für den Umweltschutzpreis Luisa Minazzi-Ambientalista dell’anno der italienischen Umweltorganisation Legambiente nominiert.
Sie wurde von den Medien manchmal La Regina delle Capre Felici (deutsch Die Königin der glücklichen Ziegen) genannt.

## Persönliches Leben und Tod
Gudeta lebte auf dem Plankerhoff/Maso Villata in Greut (it. Frassilongo), einer Gemeinde im Fersental in der Provinz Trient, in der Fersentalerisch gesprochen wird.
Sie war mit der Künstlerin und Schriftstellerin Gabriella Ghermandi befreundet. Im Jahr 2018 wurde sie Opfer rassistischer Bedrohung. Der Täter wurde wegen Körperverletzung zu einer Freiheitsstrafe von neun Monaten auf Bewährung verurteilt.
Am Nachmittag des 28. Dezember 2020 wurde sie tot in ihrer Wohnung aufgefunden, nachdem Bekannte sie den ganzen Tag nicht erreicht hatten. Laut ersten Untersuchungen war sie durch Hammerschläge auf ihren Kopf getötet und Opfer sexueller Gewalt geworden. Die später vom rechtsmedizinischen Institut der Universität Verona veröffentlichten Obduktionsergebnisse bestätigten die Todesursache, schlossen allerdings einen sexuellen Missbrauch aus. Ein Saisonarbeiter aus Ghana, den sie angestellt hatte und im gleichen Haus wohnte, wurde als dringend Tatverdächtiger festgenommen. Der Mann gestand kurz darauf die Tat. Ursache dürfte eine Auseinandersetzung bezüglich einer ihm verweigerten Gehaltsauszahlung gewesen sein.
Nach ihrem Tod reiste Zenebu Tadesse, der äthiopische Botschafter in Italien, nach Trient, um mit dem italienischen Außenministerium zu kooperieren. Der UN-Flüchtlingskommissar (UNHCR) drückte seine Trauer aus und stellte fest, dass Gudeta „zeigte, wie Geflüchtete zu Gesellschaften, die sie aufnehmen, beitragen können. Trotz des tragischen Endes hofft der UNHCR, dass Agitu Ideo Gudeta als Beispiel für Erfolg und Integration erinnert und gefeiert wird und Geflüchtete inspiriert werden, ihr Leben wieder neu auszurichten“.
Ihr Leichnam wurde am 12. Januar 2021 nach Äthiopien überführt und am gleichen Tag in Addis Abeba in einem Staatsakt bestattet. Am 14. Februar 2022 wurde der geständige Saisonarbeiter aus Ghana zu einer Freiheitsstrafe von 20 Jahren verurteilt.

## Dokumentarfilm
- Making cheese in the Alps - a story of integration, Deutsche Welle Documentary – 2019 auf youtube.com